# Dasylirion longissimum
Dasylirion longissimum es una especie  de planta fanerógama perteneciente a la familia Asparagaceae, anteriormente de las ruscáceas. Es nativa del Desierto de Chihuahua y otros hábitats xéricos en el noreste de México.

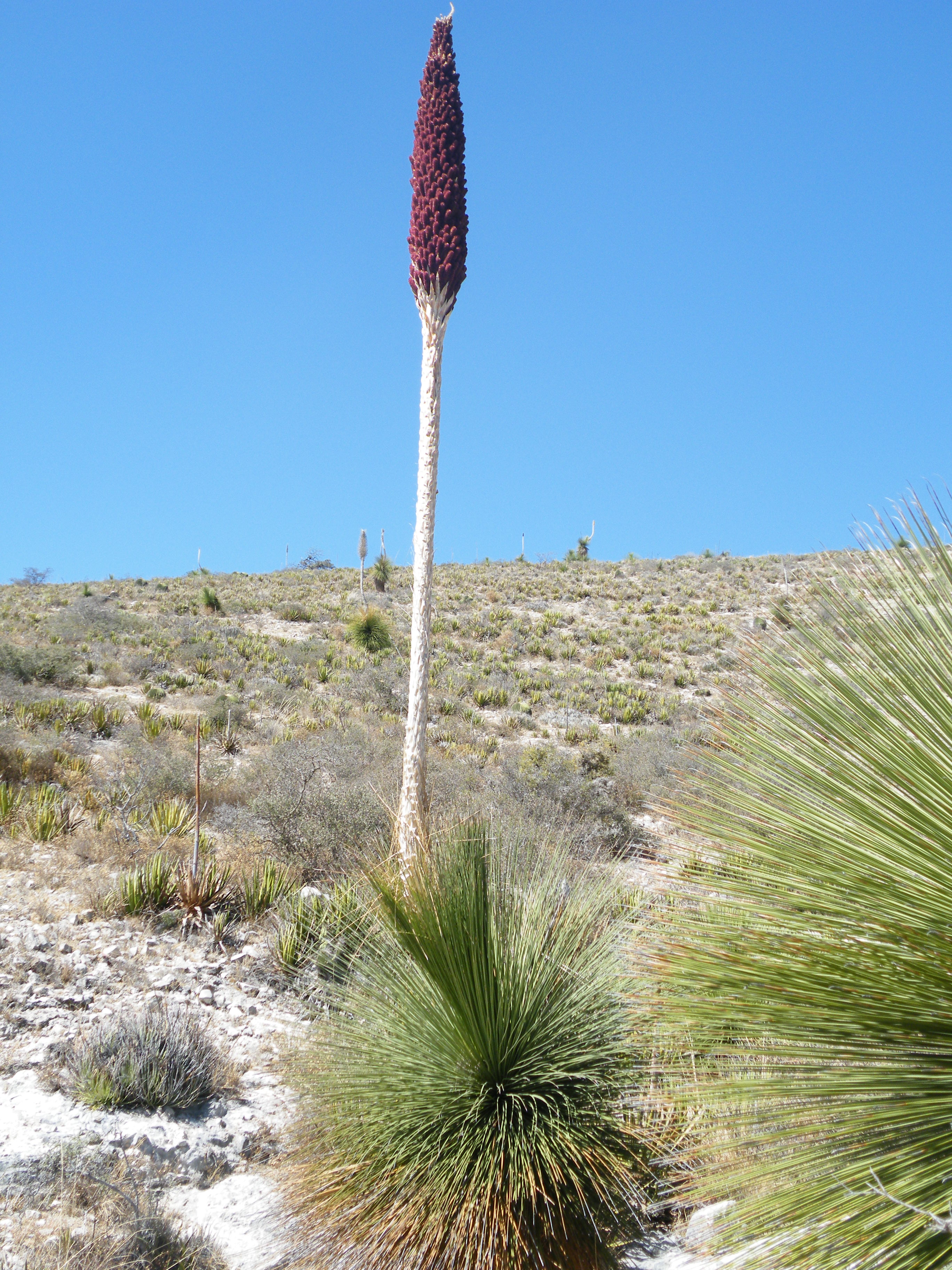
Detalle de la planta con la inflorescencia

## Descripción
Es una planta arbustiva con tronco de árbol y de hoja perenne que tiene una forma lenta y moderada de crecimiento alcanzando un tamaño de 3,6 m de altura por 2,4 m de diámetro. Las hojas son largas de hasta 1,2 m de largo por 6 mm de diámetro.

## Cultivo
La planta es tolerante a la sequía y se cultiva en viveros para su uso en los jardines del suroeste de Estados Unidos y California. Dasylirion longissimum es resistente a temperaturas de -9,4 °C.

## Taxonomía
Dasylirion longissimum fue descrita por Charles Lemaire y publicado en L'illustration horticole 3: Misc. 91, en el año 1856.
Etimología
Dasylirion: nombre genérico compuesto que deriva de la palabra griega: dasys para "rugosa" , "descuidada" y leirion de "lirio", que probablemente fue elegido debido a las hojas largas y desordenadas.
longissimum: epíteto latino que significa "la más larga".
Sinonimia
- Dasylirion longissimum var. treleasei Bogler[4]